# ابوعلی جمال‌الدین بحرانی
ابوعلی جمال‌الدین ماجد بن هاشم بن علی حسینی بحرانی، ادیب، شاعر، فقیه و محدث شیعی سده‌های دهم و یازدهم هجری قمری است.

## زندگی
بحرانی در روستای جد حفص بحرین زاده شد و در همان‌جا به یادگیری پرداخت. پس از آن به اصفهان رفت و از محضر شیخ بهایی بهره برد و از او اجازه گرفت. همچنین محمد بن احمد بن خاتون و فضل بن محمد بن فضل عباسی نیز به او اجازه دادند. بحرانی دوره‌ای نیز امام جمعه بحرین بود و منصب قضای آنجا را بر دوش داشت. سپس راهی شیراز شد و به نشر حدیث و گسترش دانش‌های دینی پرداخت. پس از مدتی شیخ‌الاسلام شیراز شد و چندان شهرت یافت که دوستداران فقه و حدیث از حجاز و عراق نزد او می‌آمدند. بحرانی تا پایان زندگی، امامت جمعه و منصب قضای شیراز را به دوش داشت و در ۲۱ رمضان ۱۰۲۸ قمری درگذشت. او را در کنار احمد بن موسی به خاک سپردند.

## شاگردان
بحرانی در بحرین و شیراز شاگردان بسیاری پرورش داد، از جمله ملامحسن فیض کاشانی، محمد بن حسن بحرانی، محمد بن علی مقشاعی، زین‌الدین علی بن سلیمان بحرانی، سید عبدالرضا بحرانی، احمد بن جعفر بحرانی، احمد بن عبدالسلام بحرانی، جمال‌الدین فسایی، جعفر بن کمال‌الدین بحرانی و میر فضل‌الله دستغیب حسینی.

## آثار
بحرانی شعر نیز می‌سرود و با شاعر هم‌دورهٔ خود ابوالبحر بن محمد خطی بحرانی، دوستی نزدیکی داشت. آقابزرگ طهرانی دیوان او را شناسانده است. از او دو قصیده رائیه یاد کرده‌اند. برخی از دیدگاه‌های فقهی و اصولی او همچون باور او به وجوب نماز جمعه، توجه علما را جلب کرد.

## بن‌مایه
- روزنامه ایران، دوشنبه، ۲۵ بهمن ۱۳۸۹، سال هفدهم، شماره ۴۷۲۳
- دکتر علی‌اکبر ولایتی؛ تقویم تاریخ، فرهنگ و تمدن اسلام و ایران